# Nick Jonas
Nicholas Jerry Jonas (Dallas, 16 de septiembre de 1992), conocido como Nick Jonas, es un cantante, músico, actor, productor y director musical estadounidense, miembro de la banda Jonas Brothers.

## Biografía

### 2004-2006: Inicios de su carrera
Comenzó su carrera artística como actor en musicales de Broadway, de los que destacan 'La Bella y la Bestia' y 'Los Miserables'.  
Su carrera musical comenzó en el 2004 cuando escribió junto a su padre la canción "Joy To The World", que tuvo una excelente aceptación en las estaciones de música cristiana. Una discográfica se interesó y lo apoyó para que sacara el sencillo "Dear God". Ello le valió un contrato discográfico para grabar su disco debut "Nicholas Jonas".

### 2006-2009: Jonas Brothers
En el año 2006 se unió a sus hermanos para crear una nueva banda llamada Jonas Brothers con la cual sacaron su primer disco It's About Time. Pasado un año lanzaron su segundo álbum Jonas Brothers que fue puesto a la venta el 7 de agosto de 2007. Alcanzó el número 5 en el ranking Billboard 200 en su primera semana. Alrededor de esta misma fecha se publicaron dos sencillos: «Hold On» y, dos semanas después, «SOS». Más tarde en 2008 lanzaron su tercer álbum de estudio A Little Bit Longer, a la venta en Estados Unidos desde el 12 de agosto y en este año también, fueron nominados como "Best New Artist" en los Premios Grammy. De estos se sacaron otro tres sencillos «Burnin' Up», «Lovebug» y «Tonight».
El 20 de junio de 2008 se estrenó Camp Rock, su primera película que se estrenó en Disney Channel. Además de trabajar con sus hermanos también trabajó con la cantante Demi Lovato. Finalmente en 2009 lanzaron su cuarto álbum de estudio Lines, Vines and Trying Times, que salió al mercado el 16 de junio de 2009 mundialmente, alcanzando el primer lugar en ventas nuevamente, tanto en el Billboard 200 de Estados Unidos, como en muchos países de todo el mundo. Los sencillos extraídos de este álbum fueron «Paranoid», «Fly with Me» y «Keep It Real». También el 2 de mayo se estrenó su primera serie junto a sus hermanos titulada JONAS, que se podía ver en Disney Channel.

### 2009-2010: Nick Jonas & The Administration
Nick Jonas confirmó en 2009 que sacaría un nuevo álbum como solista, en el que se unió a la banda The Administration y crearon su álbum Who I Am que salió a la venta el 2 de febrero de 2010 en Estados Unidos. El 8 de diciembre de 2009 lanzó su primer sencillo Who I Am . El 2 de enero de 2010 empezó la gira Who I Am Tour junto a su banda, en las que recorrieron una pocas ciudades de Estados Unidos. La gira finalizó el 30 de enero del mismo año. En los conciertos se interpretaron canciones del álbum y algunas de los Jonas Brothers.

## Vida personal
Nick Jonas nació en Dallas, Texas (Estados Unidos) el 16 de septiembre de 1992, aunque se crio en Wyckoff, New Jersey. Es hermano de los también artistas Kevin Jonas , Joe Jonas, con quienes formó el grupo los  Jonas Brothers en 2005, con un periodo de actividad hasta 2013.
Hijo de Denise Miller, cantante, y de Paul Kevin Jonas, compositor y músico, también tiene un hermano menor, Frankie Jonas. 
Fue diagnosticado de diabetes tipo I a los 13 años. En una entrevista en 2015 a la revista Us Weekly señaló que «Puede que tenga que tomar precauciones extra, como comprobar el azúcar en mi sangre, pero no dejaré que la diabetes me detenga».
El 18 de agosto de 2018, Nick Jonas anunció su compromiso con Priyanka Chopra a través de la red social Instagram con una serie de fotografías. Una de ellas iba acompañada del mensaje «Futura señora Jonas. Mi corazón. Mi amor». El artista también compartió algunas imágenes del festejo de compromiso en India. «Oración, familia y seres queridos como la fundación de este nuevo capítulo», escribió en el texto que acompañó las fotos. El 1 de diciembre de 2018 la pareja se casó en una ceremonia religiosa en India. El 21 de enero de 2022 la pareja anunció el nacimiento de su primera hija Malti Marie Chopra Jonas a través de un vientre de alquiler.
Jonas es católico, y ha declarado que su religión es una parte importante de cómo es él. Durante su adolescencia usó un anillo de pureza.

## Discografía

### Álbumes como solista
Álbumes de estudio
- Nicholas Jonas (2004).
- Nick Jonas (álbum) (2014).
- Last Year Was Complicated (2016).
- Spaceman (2021).

EP
- Songs from How to Succeed in Business Without Really Trying (2012).

### Con Jonas Brothers
Álbumes de estudio
- 2006: It's About Time.
- 2007: Jonas Brothers.
- 2008: A Little Bit Longer.
- 2009: Lines, Vines and Trying Times.
- 2019: Happiness Begins.
- 2023: The Album

### Con The Administration
Álbumes de estudio
- Who I Am (2010).

## Filmografía

### Cine
| Película | Película                                        | Película                       | Película                 |
| Año      | Título                                          | Papel                          | Notas                    |
| -------- | ----------------------------------------------- | ------------------------------ | ------------------------ |
| 2008     | Best of Both Worlds Concert                     | Él mismo                       | Película documental      |
| 2008     | Camp Rock                                       | Nate Gray                      | Película para televisión |
| 2009     | Jonas Brothers: The 3D Concert Experience       | Él mismo                       | Película documental      |
| 2009     | Band in a Bus                                   | Él mismo                       |                          |
| 2009     | Night at the Museum: Battle of the Smithsonian  | Cherub                         |                          |
| 2010     | Camp Rock 2: The Final Jam                      | Nate Gray                      | Película para televisión |
| 2010     | Les Misérables In Concert: The 25th Anniversary | Marius Pontmercy               | Directamente para vídeo  |
| 2011     | Jonas Brothers: The Journey                     | Él mismo                       | Documental no autorizado |
| 2014     | Careful What You Wish For                       | Doug Martin                    |                          |
| 2016     | Goat                                            | Brett Land                     |                          |
| 2017     | Jumanji: Welcome to the Jungle                  | Jefferson «Seaplane» McDonough |                          |
| 2019     | UglyDolls: Extraordinariamente feos             | Lou                            | Actuación de voz         |
| 2019     | Midway                                          | Bruno Gaido                    |                          |
| 2019     | Jumanji: The Next Level                         | Jefferson «Seaplane» McDonough |                          |
| 2021     | Chaos Walking                                   | Davy Prentiss Jr.              |                          |
| 2025     | You're Cordially Invited                        | Pastor Luther                  |                          |

### Televisión
| Televisión  | Televisión                       | Televisión                 | Televisión                           |
| Año         | Título                           | Papel                      | Notas                                |
| ----------- | -------------------------------- | -------------------------- | ------------------------------------ |
| 2007        | Hannah Montana                   | Él mismo                   | 1 episodio (Temporada 2 Episodio 16) |
| 2008 – 2010 | Jonas Brothers: Living the Dream | Él mismo                   | Telerrealidad                        |
| 2009 – 2010 | JONAS L.A.                       | Nick Lucas                 | 34 episodios                         |
| 2011        | Mr. Sunshine                     | Eli White                  | 1 episodio (Temporada 1 Episodio 2)  |
| 2011        | Last Man Standing                | Ryan                       | 1 episodio (Temporada 1 Episodio 10) |
| 2012        | Smash                            | Lyle West                  | 2 episodios                          |
| 2012        | Late Night with Jimmy Fallon     | J. Pierrepont Finch        | 1 episodio (Temporada 4 Episodio 31) |
| 2012        | Submissions Only                 | Lonely dancer              | 1 episodio (Temporada 2 Episodio 8)  |
| 2013 – 2015 | Hawai 5.0                        | Ian Wright                 | 3 episodios                          |
| 2014 – 2017 | Kingdom                          | Nate Kulina                | 40 episodios                         |
| 2015        | Scream Queens                    | Boone Clemens/Red Devil #2 | 5 episodios                          |

| Participaciones Especiales | Participaciones Especiales           | Participaciones Especiales          | Participaciones Especiales                                 |
| Año                        | Título                               | Papel                               | Notas                                                      |
| -------------------------- | ------------------------------------ | ----------------------------------- | ---------------------------------------------------------- |
| 2008                       | Studio DC: Almost Live               | Él mismo                            |                                                            |
| 2008                       | Extreme Makeover: Home Edition       | Él mismo                            | Episodio "The Akers Family" (temporada 6, episodio 2)      |
| 2009                       | Saturday Night Live                  | Él mismo                            | Episodio del 14 de febrero de 2009                         |
| 2009                       | The Grammy Nominations Concert Live! | Él mismo                            | Episodio del 2 de diciembre de 2009                        |
| 2010                       | Live with Regis and Kelly            | Él mismo (copresentador)            | Episodio del 8 de enero de 2010                            |
| 2010                       | Minute to Win It                     | Él mismo                            | Episodio del 12 de mayo de 2010                            |
| 2010                       | I Get That a Lot                     | Él mismo                            | Episodio del 19 de mayo de 2010                            |
| 2010                       | Extreme Makeover: Home Edition       | Él mismo                            | Episodio "The Heathcock Family" (temporada 7, episodio 17) |
| 2011                       | Rachael Ray                          | Él mismo                            | Episodio del 15 de febrero de 2011                         |
| 2011                       | The View                             | Él mismo                            | Episodio del 8 de junio de 2011                            |
| 2011                       | Dancing With The Stars               | Él mismo                            | Miembro de la audiencia                                    |
| 2017                       | Demi Lovato: Simply Complicated      | Él mismo                            | Documental de Youtube                                      |
| 2020                       | Dash & Lily                          | Él mismo                            | Episodio 8                                                 |
| 2020                       | Saturday Night Live                  | Él mismo (Conductor y acto musical) | Temporada 46, episodio 14                                  |
| 2021                       | Jonas Brothers Family Roast          | Él mismo                            | Especial de Netflix                                        |

### Musicales
| Musicales | Musicales                                        | Musicales           | Musicales                                 |
| Año       | Título                                           | Papel               | Notas                                     |
| --------- | ------------------------------------------------ | ------------------- | ----------------------------------------- |
| 2000      | A Christmas Carol                                | Tiny Tim            |                                           |
| 2001      | Annie Get Your Gun                               | Pequeño Jake        |                                           |
| 2002      | Beauty and the Beast                             | Chip                |                                           |
| 2003      | Les Misérables                                   | Gavroche            |                                           |
| 2003      | The Sound of Music                               | Kurt                |                                           |
| 2010      | Les Misérables                                   | Marius Pontmercy    |                                           |
| 2011      | Hairspray                                        | Link Larkin         | 5 de agosto de 2011 - 7 de agosto de 2011 |
| 2012      | How to Succeed in Business Without Really Trying | J. Pierrepont Finch | 24 de enero de 2012 - 20 de mayo de 2012  |